# Cymatoceps nasutus
El sargo narigón (Cymatoceps nasutus) es una especie de peces de la familia Sparidae en el orden de los Perciformes.

## Morfología
• Los machos pueden llegar alcanzar los 150 cm de longitud total y los 34,4 kg de peso.

## Distribución geográfica
Se encuentra en las  costas de Sudáfrica.